# Oldambtrit

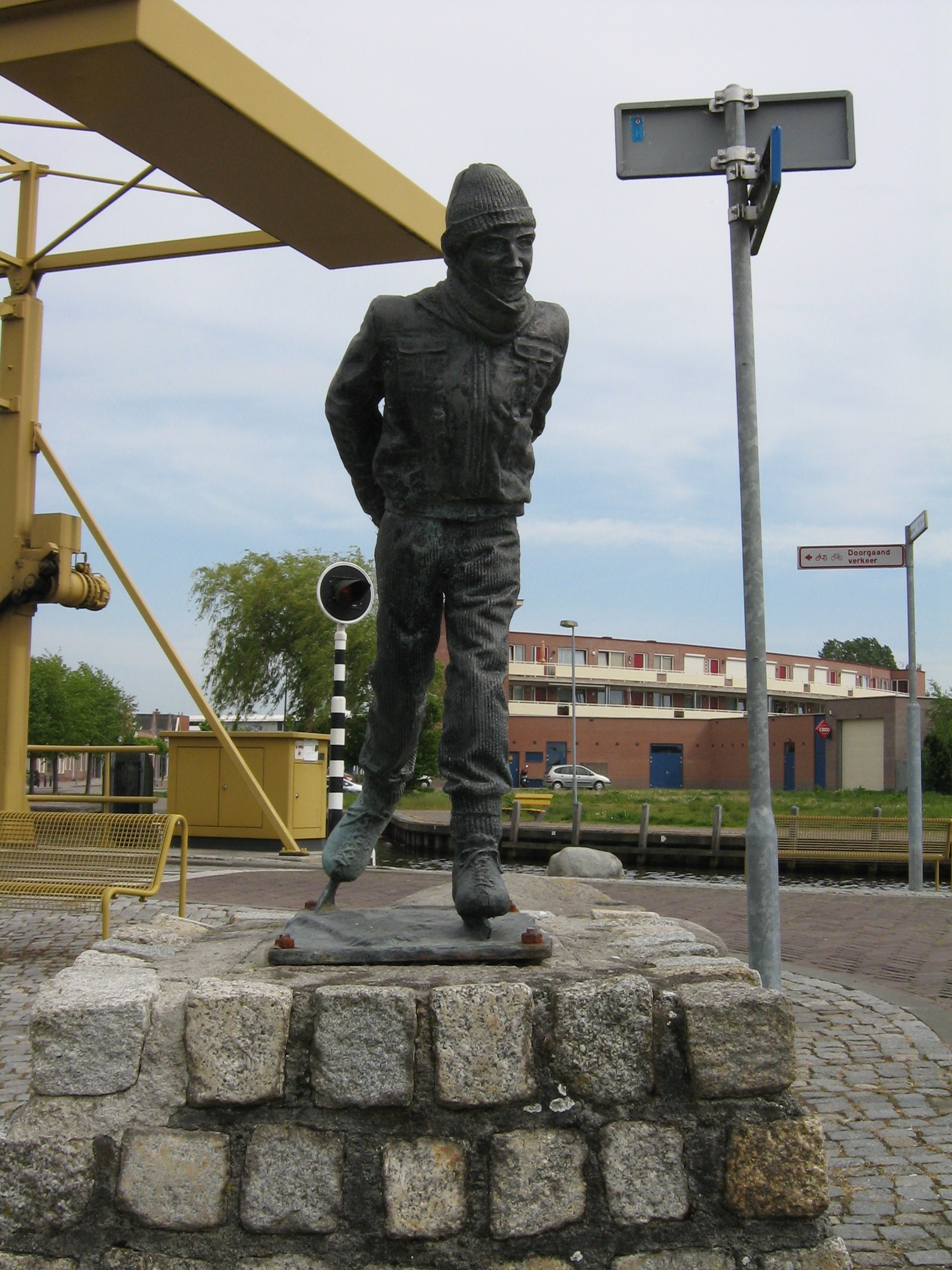
Scheuvellopertje, kunstwerk van een schaatser bij de plaats van de start van de Oldambtrit

De Oldambtrit is een ongeveer 100 kilometer lange schaatstocht over natuurijs die wordt georganiseerd door de IJsvereniging Oldambt. Scheemda is vanouds de start- en aankomstplaats. De initiatiefnemers van de eerste Oldambtrit waren de heren Bleeker en Kloosterboer. De Oldambtrit behoort tot de veertien natuurijsklassiekers die in Nederland gehouden worden.
De Oldambtrit werd voor het eerst in 1954 uitgeschreven en wordt maximaal één keer per winter gereden. Lang niet in alle winters is de tocht gehouden, omdat het ijs vaak niet dik genoeg was. In totaal werd de tocht zeventien maal verreden, de laatste keer in 1996. IJsvereniging Oldambt in Scheemda heeft het organisatieschema in beheer en schrijft de tocht uit. Zestien keer werd in Scheemda het startschot gegeven en één keer in Termunterzijl. Jan Roelof Kruithof uit Havelte won de wedstrijd vier keer. Piet Kruger, Siep Schuiling en Henk Ensing wonnen hem twee keer.

## Route
De route is tegenwoordig als volgt: Scheemda - Nieuw-Scheemda - 't Waar - Midwolda - Nieuwolda -Scheve Klap - Termunterzijl - Scheve Klap - Nieuwolda - Sebenskanaal - Hondshalstermeer - 't Waar - Nieuw Scheemda - Scheemda. Hierna wordt de route een tweede keer gereden.

## Historie
De winnaar van de eerste tocht in 1954 was Martin Tuin. Piet Kruger won vervolgens in 1955 en 1956. H. ten Have, Siep Schuiling (twee keer) en Hans van Helden wonnen de tochten tot en met 1968. De onbetwiste kampioen van de Oldambtrit is Jan Roelof Kruithof uit Havelte, die deze wedstrijd in 1969, 1976, 1977 en 1980 op zijn naam wist te schrijven. Alleen in 1972 werd Kruithof verslagen door Tinus Roozendaal uit Warmenhuizen. Henk Ensing (twee keer), Anne Postmus en Dries Klein wonnen de tocht in de jaren 80. De voorlopig laatste tocht op 4 januari 1996 werd gewonnen door Ruud Borst uit Leiderdorp. Bij de dames was Klasina Seinstra de sterkste.

## Boek en beeld
Op 30 december 2010 is het gedetailleerde naslagwerk "Oldambtrit 1954 - 1996" geschreven door Harm Kuper uit Exloo gepresenteerd. De presentatie werd gehouden in de Vicarie, gelegen aan de route in Midwolda. Tal van deelnemers aan de wedstrijdtochten van 1954 tot 1996 waren hierbij aanwezig. Aan Ruud Borst en Klasina Seinstra, de beide winnaars van de 17e Oldambtrit van 6 januari 1996 en de burgemeesters van de gemeenten Oldambt en Delfzijl, werden de eerste exemplaren overhandigd.
In 1987 werd het beeld "de Scheuvelloper" onthuld aan het ondiep in haven Scheemda. Dit bronzen eerbetoon aan de rijders van de schaatsklassieker is sindsdien al twee keer gestolen, vermoedelijk om de bronswaarde. Op 17 juli 2020 werd een derde versie onthuld, gemaakt door dezelfde kunstenaar als de tweede: Marten Grupstra.

## Uitslagen
|    | Jaar | Datum       | Wedstrijd      | Mannen  | Mannen              | Mannen        | Mannen  | Vrouwen  | Vrouwen               | Vrouwen        | Vrouwen |
| Km | Jaar | Datum       | Wedstrijd      | Winnaar | Woonplaats          | Tijd          | Km      | Winnares | Woonplaats            | Tijd           |         |
| -- | ---- | ----------- | -------------- | ------- | ------------------- | ------------- | ------- | -------- | --------------------- | -------------- | ------- |
| 1  | 1954 | 6 februari  | 1e Oldambtrit  | 45      | Martin Tuin         | Zuidbroek     | 1:21.02 |          | Tinie Brouwer         | Scheemda       | 1:42    |
| 2  | 1955 | 26 februari | 2e Oldambtrit  | 45      | Piet Kruger         | Middelstum    | 1:24.12 |          | Annie Aukema-Oostingh | Laude          | 1:53.08 |
| 3  | 1956 | 4 februari  | 3e Oldambtrit  | 56      | Piet Kruger         | Middelstum    | 2:01.26 |          | Hennie Leentjer       | Slochteren     | 2:27    |
| 4  | 1961 | 29 december | 4e Oldambtrit  | 56      | Hendrik ten Have    | Jipsinghuizen | 1:48.57 |          | Hennie Leentjer       | Slochteren     |         |
| 5  | 1962 | 26 december | 5e Oldambtrit  | 50      | Siep Schuiling      | Meeden        | 2:02.10 |          | Wevelien de Haas      | Groningen      |         |
| 6  | 1964 | 18 januari  | 6e Oldambtrit  | 56      | Siep Schuiling      | Meeden        | 1:49.40 |          | Renske Georgius       | Blijham        | 1:58    |
| 7  | 1968 | 14 december | 7e Oldambtrit  | 60      | Hans van Helden     | Heerenveen    | 1:40    |          | Grietje Heeringa      | Mensingeweer   | 2:04    |
| 8  | 1969 | 31 december | 8e Oldambtrit  | 56      | Jan Roelof Kruithof | Havelte       | 1:59.57 |          | Frouke Hund           | Appingedam     |         |
| 9  | 1972 | 2 februari  | 9e Oldambtrit  | 56      | Tinus Roozendaal    | Warmenhuizen  | 2:12    |          | Marieke van der Veen  | Appingedam     |         |
| 10 | 1976 | 4 februari  | 10e Oldambtrit | 50      | Jan Roelof Kruithof | Havelte       | 1:32.40 |          | Lenie van der Hoorn   | Ter Aar        |         |
| 11 | 1978 | 21 februari | 11e Oldambtrit | 55      | Jan Roelof Kruithof | Havelte       | 1:42:35 |          | niet bekend           |                |         |
| 12 | 1980 | 19 januari  | 12e Oldambtrit | 55      | Jan Roelof Kruithof | Havelte       | 1:40    |          | Hennie Ebbinge        | Assen          |         |
| 13 | 1982 | 16 januari  | 13e Oldambtrit | 58      | Henk Ensing         | Gieten        | 1:50    |          | Hennie Ebbinge        | Assen          |         |
| 14 | 1985 | 17 februari | 14e Oldambtrit | 70      | Anne Postmus        | Lutjegast     | 1:48    |          | Jitske Nauta          | Stiens         |         |
| 15 | 1986 | 15 februari | 15e Oldambtrit | 70      | Dries Klein         | Ter Apel      | 1:46.34 |          | Ypie op de Hoek       | Joure          |         |
| 16 | 1987 | 17 januari  | 16e Oldambtrit | 70      | Henk Ensing         | Gieten        |         |          | Erna Uitham           | Groningen      |         |
| 17 | 1996 | 4 januari   | 17e Oldambtrit | 100     | Ruud Borst          | Leiderdorp    | 2:51.40 | 60       | Klasina Seinstra      | Sintjohannesga |         |